# إعادة التربية
إعادة التربية عبارة عن علاج نفسي زائف يقترن بتحليل المعاملات لكنه منغمس بشكل جوهري في أسلوب علاج ارتدادي، تم اختراعه في أواخر الستينيات من القرن العشرين على يد اختصاصية الخدمة الاجتماعية النفسية المقيمة في فيرجينيا جاكي شيف. وهو يساعد على إعادة توجيه الشخص نحو الأفكار والسلوكيات الأكثر صحية، وتصحيح الأمور التي يبدو أنها بدأت في فترة الطفولة بسبب التجاهل والصدمات والتعسف والهجر وعدم المساواة في المعاملة مقارنة بالأقارب والقواعد السلوكية المتغيرة التي يفرضها أولياء الأمور، والتي رأت أنها السبب الرئيسي وراء الأمراض العقلية، مثل الفصام واضطراب ثنائي القطب. وكما ترى شيف، فإن المرضى المصابين بالاضطراب العقلي يتراجعون بشكل رئيسي وبطريقة روحية إلى العمر الذي بدأ فيه التعسف أو وصل فيه إلى قمته، ويكون الهدف من العلاج هو تشجيع المرضى لتخفيف حدة الصدمة الناجمة عن أولياء الأمور، في حين أن المعالج النفسي لإعادة التربية يتقمص دور بديل الوالد، من خلال الاستجابة بطريقة صحية ومناسبة لاحتياج (احتياجات) «الطفل» في تلك اللحظة. ومع مرور الوقت، يمكن أن تحل استجابات المعالج النفسي الذي يتقمص دور الوالد الجديد الذاكرة القديمة، ويمكن أن يقوم المريض في المقابل بتطوير سلوكيات وعمليات فكرية صحية. وبالتالي، كان يتم النظر إلى أي عوامل من عوامل الكيمياء الحيوية المضمنة في المرض على أنها أعراض إضافية، والتي يمكن أن يتم تعديلها بطريقة مشابهة إلى معيار كيمياء حيوية بدون اللجوء إلى أدوية المؤثرات العقلية.
وقد انخفضت سمعة العلاج بسبب عدد الدعاوى القضائية الناجمة عن الأضرار النفسية المتزايدة بشكل فعلي أثناء الحالات الارتدادية، وأن تقارير العلاج كانت قصصية تمامًا، فضلاً عن عدم الفاعلية من ناحية التكلفة لما وصل إلى أعوام من العلاج النفسي اليومي للمريض، والدليل المتزايد للاستعدادات البيولوجية والوراثية للأمراض العقلية الكبرى، بالإضافة إلى تطوير مؤثرات عقلية أسرع مفعولاً وتساعد على السيطرة على الأعراض أثناء الستينيات من القرن العشرين، بالإضافة إلى أمور أخرى. وبالإضافة إلى ذلك، رفض العديد من المعالجين النفسيين استخدام نموذج شيف وحاولوا استخدام أسلوب إعادة التربية من خلال استخدام العيادات الخارجية ومن خلال جلسات محدودة في العيادات، وقاموا بقصر الحالات التي يقومون بعلاجها على الأمراض النفسية والأمراض النفسية والاجتماعية الحادة. كما ساهم الابتعاد عن «إلقاء اللوم على ولي الأمر» في مجتمع العلاج النفسي العام كذلك في انهيار أسلوب إعادة التربية. ومع بداية القرن الحادي والعشرين، غادرت شيف الولايات المتحدة الأمريكية، نتيجة تعرضها لسيل من القضايا، في حين أن الأطباء الممارسين الذين استمروا في استخدام أي أو كل «نظرياتها» وأساليبها «تخفوا» في إطار الدجالين، أو قام بعضهم بالهروب إلى دول أخرى، في حين أن المعايير الأقل صرامة أو الفهم المعقد للمرض العقلي سمح لهم بالاستمرار
مع التعرض لمخاطر أقل.